# Прапор Пензенської області

Прапор Пензенської області

Прапор Пензенської області є символом Пензенської області. Прийнято 15 листопада 2002 року. 

## Опис
Сучасний прапор Пензенської області був затверджено 15 листопада 2002 року. Прапор являє собою прямокутне полотнище, що складається з однієї вертикальної й однієї горизонтальної смуг: вертикальної — зеленого (трав'яного), горизонтальної — жовтого (золотого) кольорів. Відношення висоти прапора до його довжини 1:1,6. Ширина вертикальної смуги рівна 1/4 її висоти. 
По центру жовтої смуги з невеликим зсувом нагору й уліво до ратища прапора розташовується символічне зображення Спасу Нерукотворного. Висота зображення рівна 2/3 висоти прапора. Загальний колір зображення — темно-золотий. 
Зелений колір символізує природу Пензенської області, її ліси, а також родючість, вічне життя й здоров'я. Жовтий колір символізує поля, мудрість, знання, світло, багатий урожай, перспективу. Символічне зображення Спасу Нерукотворного символізує духовність, всеєдність, національне відродження. 